# Emmanuelle Alt
Pour les articles homonymes, voir Alt.
Emmanuelle Alt, née le 18 mai 1967 à Paris est une journaliste de mode française. Succédant à Carine Roitfeld, elle est, de 2011 à 2021, la rédactrice en chef du magazine de mode Vogue Paris, pour lequel elle a été rédactrice en chef mode les dix années précédentes.

## Biographie
Lycéenne à Paris à Lubeck, elle fait ses débuts au magazine féminin français Elle en 1984, alors assistante au service beauté, elle n'a que 17 ans. Elle rejoint deux ans plus tard  le magazine 20 Ans comme rédactrice de mode et en devient la rédactrice en chef mode en 1993.
En 1998, elle devient rédactrice en chef mode du magazine Mixte qu'elle quitte pour Vogue fin 2000,, puis est nommée par Xavier Romatet, PDG de Condé Nast France, au poste de rédactrice en chef début 2011, en voulant conserver la ligne éditoriale. Elle est remerciée en 2021.
Depuis 2015, elle est membre du groupe d'experts du prix LVMH pour les jeunes créateurs de mode. 
En 2021, Emmanuelle Alt est remerciée par le Groupe Condé Nast International et quitte Vogue Paris.
Emmanuelle Alt est mariée avec le directeur artistique Franck Durand,, à l'origine de l'Atelier Franck Durand et directeur artistique d'Isabel Marant.